# Baeg-ir-ui nanggunnim
Baeg-ir-ui nanggunnim (백일의 낭군님?, lett. "Un marito per cento giorni"; titolo internazionale 100 Days My Prince) è un drama coreano trasmesso su tvN dal 10 settembre al 30 ottobre 2018.

## Trama
Nel giro di una notte, Lee Yul si ritrova da nipote del re a principe ereditario in seguito a un colpo di stato ordito da suo padre e dal politico Kim Cha-eon. Nel rovesciamento del trono, il padre di Yi-seo, la ragazza di cui Yul è innamorato, viene ucciso in quanto generale e braccio destro del defunto re, e Yul arriva a credere che anche Yi-seo sia morta. Dieci anni dopo, Yul è diventato un principe freddo e spiacevole, anche se molto portato per lo studio e le arti marziali, e, sebbene sia sposato con la figlia di Kim Cha-eon, ora primo ministro, continua a pensare a Yi-seo.
Siccome Joseon è stato colpito da una prolungata siccità, che in molti attribuiscono al fatto che il principe e la moglie non abbiano ancora consumato il matrimonio, Yul ordina che tutte le zitelle e gli scapoli del Paese si sposino per equilibrare le energie yin e yang. Mentre si reca a un rituale per la pioggia, il principe è vittima di un'imboscata, durante la quale batte la testa e perde la memoria, mentre i suoi assalitori lo ritengono morto. Yul viene salvato da un uomo del villaggio di Songjoo, padre di Hong-shim, che è in realtà Yi-seo: la ragazza è infatti sopravvissuta e vive sotto mentite spoglie nell'attesa di riunirsi al fratello, di cui perse le tracce. In quanto ancora nubile, Hong-shim riceve l'ordine di sposarsi e, per farla sfuggire a un lascivo funzionario, il padre adottivo fa passare il principe smemorato per il supposto fidanzato della ragazza, Won-deuk. I due finiscono quindi per sposarsi senza conoscere le rispettive identità.

## Personaggi
- Lee Yul/Na Won-deuk, interpretato da Do Kyung-soo e Jung Ji-hoon (da bambino)
- Yeon Hong-shim/Yoon Yi-seo, interpretata da Nam Ji-hyun e Heo Jung-eun (da bambina)
- Kim Cha-eon, interpretato da Jo Sung-ha
- Re, interpretato da Jo Han-chul
- Jung Jae-yoon, interpretato da Kim Seon-ho
- Kim So-hye, interpretata da Han So-hee e Choi Myung-bin (da bambina)
- Moo-yeon/Yoon Seok-ha, interpretato da Kim Jae-young e Jung Joon-won (da giovane)
- Regina Park, interpretata da Oh Yeon-ah
- Principe Seowon, interpretato da Ji Min-hyuk
- Jung Sa-yeob, interpretato da Choi Woong
- Kim Soo-ji, interpretato da Heo Jung-min
- Eunuco Yang, interpretato da Jo Hyun-sik
- Kwon Hyeok, interpretato da Kang Young-seok
- Jang Moon-seok, interpretato da Son Kwang-eob
- Yoon, interpretato da Jung Hae-kyun
- Park Seon-do, interpretato da Ahn Suk-hwan
- Jo Boo-young, interpretato da Jo Jae-ryong
- Park Bok-eun, interpretato da Lee Joon-hyuk
- Kkeut-nyeo, interpretata da Lee Min-ji
- Gudol, interpretato da Kim Ki-doo
- Yang Chun, interpretato da Lee Hye-eun
- Ma-chil, interpretato da Jung Soo-kyo
- Meokku, interpretato da Kang Min
- Sin Seung-jo, interpretato da Lee Seung-hoon
- Lee Don-young, interpretato da Park Seon-woo
- Min Yeong-gi, interpretato da Lee Seung-joon
- Dama di corte Kang del palazzo della principessa ereditaria, interpretata da Lee Chae-kyung
- Ae-wol, interpretata da Han Ji-eun
- Padre di Yoon Yi-seo, interpretato da Jung Ho-bin
- Madre di Lee Yul, interpretata da Choi Ji-na
- Dong-joo, interpretato da Do Ji-han
- Heo Man-shik, interpretato da Ahn Se-ha
- Jin Rin, interpretata da Jin Ji-hee

## Ascolti
| Episodio | Data di trasmissione | Dati AGB            | Dati AGB                   | Dati TNMS           |
| Episodio | Data di trasmissione | A livello nazionale | Area metropolitana di Seul | A livello nazionale |
| -------- | -------------------- | ------------------- | -------------------------- | ------------------- |
| 1        | 10 settembre 2018    | 5,026%              | 5,527%                     | 5,5%                |
| 2        | 11 settembre 2018    | 6,199%              | 6,882%                     | 5,7%                |
| 3        | 17 settembre 2018    | 6,000%              | 6,229%                     | 5,9%                |
| 4        | 18 settembre 2018    | 7,274%              | 7,814%                     | 7,5%                |
| 5        | 24 settembre 2018    | 4,362%              | 4,799%                     | 4,7%                |
| 6        | 25 settembre 2018    | 6,923%              | 7,232%                     | 7,2%                |
| 7        | 1 ottobre 2018       | 7,991%              | 8,785%                     | 9,0%                |
| 8        | 2 ottobre 2018       | 9,223%              | 9,995%                     | 8,3%                |
| 9        | 8 ottobre 2018       | 9,089%              | 9,790%                     | 7,8%                |
| 10       | 9 ottobre 2018       | 10,263%             | 10,904%                    | 9,5%                |
| 11       | 15 ottobre 2018      | 10,120%             | 10,790%                    | 9,4%                |
| 12       | 16 ottobre 2018      | 11,170%             | 12,325%                    | 11,0%               |
| 13       | 22 ottobre 2018      | 11,333%             | 12,502%                    | 12,5%               |
| 14       | 23 ottobre 2018      | 12,670%             | 13,455%                    | 12,0%               |
| 15       | 29 ottobre 2018      | 12,159%             | 13,033%                    | 13,0%               |
| 16       | 30 ottobre 2018      | 14,412%             | 15,169%                    | 15,1%               |
| Media    | Media                | 9,013%              | 9,596%                     | 9,0%                |
| Speciali |                      |                     |                            |                     |
| 1        | 4 settembre 2018     | 1,1%                | 1,188%                     | -                   |
| 2        | 9 novembre 2018      | 1,976%              | 2,233%                     | -                   |

## Colonna sonora
1. Fade Away (지워져) – Gummy
2. This Love (이 사랑을) – Jung Jinyoung
3. Cherry Blossom Love Song (벚꽃연가) – Chen
4. Believe – SBGB
5. I Will Remember (기억할테니까) – NeighBro
6. 100 Days My Prince (백일의 낭군님)
7. That Unforgettable Person (잊혀지지 않는 그 사람)
8. The Weight to Bear (짊어져야 할 무게)
9. The Vanished World (사라져버린 세상)
10. Someone Strikes (떠오르는 단 한 사람)
11. I'll Marry You (내 너와 혼인할 것이다)
12. The People of Songjoo Village (송주현 사람들)
13. Flower Rain (꽃비)
14. Depose a King (반정)
15. Greedy Blade (탐욕의 칼날)
16. Kim Cha-eon (김차언)
17. Running in Confusion (우왕좌왕)
18. Won-deuk is Back (돌아온 원득이)
19. Useless Man (아쓰남)
20. Travel Incognito (잠행)
21. Conspiracy (음모)
22. Behind the Scenes (배후)
23. Last Request (마지막 부탁)
24. Promise Under Cherry Blossoms (벚꽃 나무 아래의 약조)
25. Warm Memory (따뜻한 기억)
26. Crown Prince Yul (세자 율)
27. Troublemaker Husband (사고뭉치 낭군님)
28. The Night at the Watermill (물레방앗간에서의 그 밤!)
29. Last Spinster (마지막 원녀)
30. Finding You in Me (내 안의 너를 찾아서)
31. Shallow Trick (얕은 술수)
32. The Enemy of My Family (가문의 원수)
33. A Strong Suspicion (심증)
34. Amnesia (기억 소실)
35. Present Governer And Oldman Park (현감과 박영감)
36. This is the Order of a Crown Prince! (왕세자의 명이오!)
37. Miserable Heart (참담한 마음)
38. Piece of Memory (기억의 조각)
39. Cannot Have What I Want... (원하는 것은 가질 수 없는..)
40. Assassin (살수)
41. Deliberate Murder (모살)
42. Secret (비밀)
43. Grand Resolution (원대한 결심)
44. Great Determination (相思一念 (상사일념))
45. Scheme (계략)
46. Clue to the Memory (기억의 실마리)
47. 100 Days Memory (백일의 추억)
48. Am I The Only One Who's Feeling Uncomfortable? (지금 나만 불편한가?)
49. Troubleshooter Hong-shim (해결사 홍심이)
50. Feeling (느낌적인 느낌)
51. Money Eating Fool (돈 잡아먹는 팔푼이)
52. Deepen Mind That Doesn't Fade (지우지 못해 더욱 짙어진 마음)
53. Break-up Without a Promise (기약 없는 이별)
54. Honest Happiness (소박한 행복)